# 虚応円耳
虚応円耳（きおうえんに、永禄2年（1559年）-元和5年4月19日（1619年6月1日））は、戦国時代から江戸時代にかけて活動した僧侶である。興聖寺派開祖。
永禄2年（1559年）に京都で出生する。俗姓斎藤氏。天正5年（1577年）、19歳の時に日蓮宗の僧侶として得度し妙満寺日重の許で法華経について学んだ。天正14年（1586年）に日蓮宗寺院の大応寺を開く。建仁寺を訪れた際に大乗起信論を閲覧して悟りを得た。慶長8年（1603年）大応寺を無関に譲り、その隣に興聖寺を建立した。慶長20年（1615年）に長楽寺を訪れ、天海より秘密儀軌受ける。元和2年（1616年）には後陽成院の請により、宮中で法を説いた。元和5年4月19日（1619年6月1日）に教禅一致を説いて示寂する。著作に心経注解ならびに詩偈集がある。